# يوسيكان أيكيدو
يوسيكان أيكيدو. هو أيكيدو يُدرس في دوجو يوسيكان في شيزوكا، اليابان، تحت إشراف مينورو موشيزوكي (1907-2003). كان موشيزوكي طالب مباشر لمؤسس الأيكيدو، موريهيه أويشيبا.

## تقنيات

### هجوم
يابانية: إنجليزية (ما يعادل أيكيكاي)
- يونيو كاتيت دوري
- دوسوكو كاتيت دوري
- غياكو كاتيت دوري
- أوشيرو كوبي جيم كاتيت دوري
- أوشيرو وات كومي تسوكي
- أوشيرو شيتات كومي تسوكي
- ماي ريوت إيبون دوري
- مي ريوت دوري: الجبهة اثنين اليد فهم (ريوت دوري)
- أوشيرو ريوت دوري
- سود دوري
- إيري دوري
- كاتا دوري
- أوشيرو هجي دوري
- أوشيرو كاتا دوري
- أوشيرو إري دوري: الخلفية طوق فهم (نفسه)
- هاداكا جيم
- ماي كومي تسوكي
- إيري دوري يوكومين أوشي
- إيري دوري سوكييج
- ماي كوبي تسوكامي شيم
- ماي إري شيماج
- ماي كامي دوري
- تسوكامي كاكاري

## روابط خارجية

### منظمات
- Canadian Association of Aikido Mochizuki
- Yoseikan Aikido in Mississauga, Canada
- Germany Association of Aikido Mochizuki
- International Federation of Nippon Budo
- International Yoseikan Budo Federation
- United States Yoseikan Budo Association
- Yoseikan Hombu Dojo
- Yoseikan Japan official web site
- Yoseikan World Federation
- Dutch Yoseikan Organisation
- Aikido Global Network
- Aikido Aikijujutsu Yoseikan Australia